# Olivier Manchion
Olivier Manchion (né en 1971) est un musicien français, bassiste et guitariste de rock, free-rock, krautrock et post-rock.

## Biographie
Il rencontre Amaury Cambuzat en 1987, avec qui il fonde Ulan Bator en 1993.
Durant les années 1990 il collabore également avec Kasper T. Toeplitz (Sleaze Art, live), Heldon (studio), Osaka Bondage (production)... 
Durant les années 200, il fonde Permanent Fatal Error et participe à plusieurs concerts du Damo Suzuki's Network (du chanteur de Can), dont est sorti en 2005 le double album live Hollyaris. Depuis 1996, il fait partie ponctuellement du collectif allemand Faust, dont la tournée anglaise de l'automne 2005 sortie sous le titre ... In Autumn par le label Dirter...
Olivier Manchion fait également partie du duo expérimental Bias! (avec Xabier Iriondo) et du collectif d'improvisation French Doctors avec Nicolas Marmin Aka Bondage, Edward Perraud, Franq De Quengo (Dragibus) et Sebastien Borgo (Sun Plexus).

## Discographie

### Albums
- Ulan Bator Ulan Bator (1995) Dsa
- Ulan Bator 2 Degrés (1996) Dsa
- Ulan Bator Végétale (1997) Dsa
- Ulan Bator Ego:Echo (2000) Young God Records, Sonica, Dsa
- Ulan Bator OK:KO (2002) Dsa
- Ulan Bator Ulaanbaatar (2007) Jestrai
- Permanent Fatal Error Law Speed (2004) Wallace Records, Ruminance, Klangbad
- Permanent Fatal Error Deaf sun / Deaf blues (2015) Secret furry hole

### EP
- Ulan Bator D-Construction (2000) 4 remixs par Yoshihide Ōtomo, Scanner, eRikm, Carlstone (Dsa)

### singles
- Ulan Bator Ursula Minor (1996) (split 45 tours) Ulan Bator/Etage34 (Popov Island)
- Ulan Bator Echo#5 (2000) (split 45 tours) Ulan Bator/Chebreuil (Ruminance)

### Bandes-sons
- Ulan Bator Bye June (1998) / 2 morceaux (Rock Records Korea)

### Reprises
- Dondestan de Robert Wyatt (1998): Giorgio Canali avec Ulan Bator et Umberto Palazzo, pour la compilation The Different You/Wyatt e Noi Mercury/Polygram, Italie

## Collaborations discographiques
- French Doctors Au chevet des blessés (2012) LP (Ronda)
- Faust Trial and Error (2007) DVD (fuenfundvierzig)
- Faust ... In Autumn (2007) box 3 CD + 1 DVD, tour uk 2005 (Dirter)
- Faust Collectif Met(z) (2005) (Art-Errorist)
- Bias! (2005) avec Xabier iriondo (Wallace Records)
- Damo Suzuki's Network Hollyaris avec Damo Suzuki (Can), Olivier Manchion, Nicolas Marmin, Sebastien Borgo, Franq De Quengo, Edward Perraud
- Heldon Only Chaos Is Real avec Richard Pinhas, Norman Spinrad, Maurice G. Dantec, Antoine et Bernard Paganotti (Magma)...